# 53 Aquarii
53 Aquarii (nota anche come f Aquarii) è una stella di magnitudine 6,23 situata nella costellazione dell'Aquario. Dista 65 anni luce dal sistema solare ed è un sistema formato da 2 o più stelle. Certamente 53 Aquarii A fa coppia con 53 Aquarii B, con cui costituisce una doppia fisica formata da due nane gialle simili al Sole.

## Osservazione
Si tratta di una stella situata nell'emisfero celeste australe; grazie alla sua posizione non fortemente australe, può essere osservata dalla gran parte delle regioni della Terra, sebbene gli osservatori dell'emisfero sud siano più avvantaggiati. Nei pressi dell'Antartide appare circumpolare, mentre resta sempre invisibile solo in prossimità del circolo polare artico. Essendo di magnitudine pari a 6,2, non è osservabile ad occhio nudo; per poterla scorgere è sufficiente comunque anche un binocolo di piccole dimensioni, a patto di avere a disposizione un cielo buio.
Il periodo migliore per la sua osservazione nel cielo serale ricade nei mesi compresi fra fine agosto e dicembre; da entrambi gli emisferi il periodo di visibilità rimane indicativamente lo stesso, grazie alla posizione della stella non lontana dall'equatore celeste.

## Caratteristiche fisiche
53 Aquarii è un sistema multiplo. La componente B, così come A, è una nana gialla di sequenza principale di magnitudine 6,6, separata da 4,4 secondi d'arco da A con caratteristiche simili al Sole e con una massa pari a 0,99 M⊙. La distanza media tra le due stelle nella realtà è di circa 300 UA, anche se l'alta eccentricità orbitale le porta a variare la distanza tra loro da 30 a 575 UA. Impiegano circa 3500 anni a ruotare attorno al comune centro di massa.
La binaria ha altre due compagne visuali, anche se non è chiaro se esse siano legate gravitazionalmente alla coppia A-B: C è di magnitudine 12,9, separata da 46,7 secondi d'arco da B e con angolo di posizione di 339 gradi. La componente D è di magnitudine 13,9, separata da 1,8 secondi d'arco da C e con angolo di posizione di 101 gradi.